# Antonio Rapuano
Antonio Rapuano (Rimini, 10 aprile 1985) è un arbitro di calcio italiano.

## Biografia
Nato a Rimini da una famiglia di origini beneventane, risiede a Riccione e lavora come agente di Polizia Locale.

## Carriera
Ha iniziato ad arbitrare a quindici anni nel 2000, arrivando in Lega Pro nel 2012. Dopo tre stagioni, in cui ha diretto anche la finale play-off del campionato 2014-2015, viene promosso in C.A.N. B.
Il 6 settembre 2015 esordisce in Serie B arbitrando Pro Vercelli-Virtus Lanciano, terminata 2-1. Il 23 settembre è stato utilizzato come addizionale in Palermo-Sassuolo, terminata 0-1. Dopo 32 gare in Serie B il 28 maggio 2017 esordisce in Serie A, nel match valido per l'ultimo turno di campionato Torino-Sassuolo, vinto 5-3 dai padroni di casa, diventando così il primo arbitro riminese a dirigere una partita in massima serie.
Al termine della stagione 2019-2020 in 5 anni di appartenenza all'organico di Serie B, ha diretto una partita in Serie A.
Il 1º settembre 2020 viene inserito nell'organico della CAN A-B, nata dall’accorpamento di CAN A e CAN B: dirigerà sia in Serie A che in Serie B. Nella stagione 2020-2021 viene designato in 4 partite del massimo campionato e per 10 in cadetteria.
Al termine della stagione 2020-2021, ha diretto 5 gare in Serie A.
Il 21 maggio 2022, nell'ambito di una collaborazione tra l'AIA e la Federazione Cipriota, è VAR in Anorthosis-Aris Limassol, diretta da Gianluca Manganiello, e il giorno seguente dirige Apollon Limassol-AEK Larnaca, con Manganiello in qualità di VAR. Entrambe le gare erano valide come playoff del massimo campionato di Cipro.
Fa il suo esordio da arbitro internazionale il 27 ottobre 2022 da quarto ufficiale nella gara di Europa League PSV-Arsenal, diretta da Marco Di Bello.
Il 23 gennaio 2023 va in scena Inter-Empoli, gara per la quale viene designato. Quest'ultimo ha denunciato al designatore arbitrale Gianluca Rocchi di aver ricevuto, a poche ore dal match, un messaggio dall'ex responsabile dei fisioterapisti dell'AIA Claudio Defina. Defina avrebbe chiesto a Rapuano di concordare un certo numero di ammonizioni che l'arbitro avrebbe comminato durante la partita, in modo da poter vincere una scommessa. In seguito a questa denuncia Claudio Defina verrà deferito per un anno.
L'11 aprile 2023, nell'ambito di una collaborazione tra l'AIA e la Federazione Cipriota, è VAR in Omonia Nicosia-ARIS Limassol, gara dei playoff del massimo campionato di Cipro, diretta da un arbitro locale.
Esordisce in Champions League il 2 agosto 2023 come quarto ufficiale in Copenaghen-Breidablik (qualificazioni alla Champions League), diretta da Fabio Maresca.
Esordisce nella Champions League vera e propria il 3 ottobre 2023, sempre come quarto ufficiale, nella gara della fase a gironi PSV-Siviglia, diretta da Daniele Orsato.
Il 4 ottobre 2023 l'AIA pubblica le designazioni arbitrali per l'8ª giornata di Serie A: viene designato per dirigere il derby di Torino, Juventus-Torino, ma due giorni prima della partita viene colpito da un infortunio alla schiena. Viene quindi sostituito da Davide Massa.
Il 20 gennaio 2024 viene designato per dirigere la finale della Supercoppa italiana 2023 tra Napoli e Inter, finita 0-1 per i nerazzurri.